# Heinrich Schiff
Heinrich Schiff (Gmunden, 18 november 1951 – Wenen, 23 december 2016) was een Oostenrijkse cellist en dirigent.
Zijn ouders waren de componisten Helmut Schiff en Helga Riemann. Hij was de achterkleinzoon van de vooraanstaande musicoloog Hugo Riemann.

## Cellist
Als zesjarige begon hij piano te spelen en op zijn tiende jaar kreeg hij zijn eerste celloles in Linz. Hij studeerde cello bij Tobias Kühne en André Navarra en maakte zijn solodebuut in Wenen en Londen in 1971.
Schiffs carrière als cellist nam al snel een grote vlucht. Hij werd tot de wereldtop gerekend en trad op met vele internationale orkesten en dirigenten. Hij speelde zowel de grote celloconcerten als solo- en kamermuziek. Tot zijn bekroonde cd-opnamen behoren de cellosuites van Bach, de celloconcerten nr. 1 en nr. 2 van Sjostakovitsj, het dubbelconcert van Brahms (met de violist Frank Peter Zimmermann) en het Strijkkwintet van Schubert (met het Alban Berg Quartett). Veel componisten, onder wie Witold Lutosławski, Hans Werner Henze, Ernst Křenek, Wolfgang Rihm, Friedrich Gulda, Friedrich Cerha, Hans Zender, John Casken en Otto Zykan, droegen werk aan hem op.
Schiff bespeelde de Stradivarius "Mara" (1711) en de "Schone Slaapster"-cello, gemaakt door Montagnana in Venetië in 1739. Onder zijn leerlingen zijn Rudi Spring, Gautier Capuçon, Richard Harwood, Quirine Viersen, Truls Mørk, Natalie Clein en Victor Julien-Laferrière.

## Dirigent
Schiff studeerde orkestdirectie bij Hans Swarowsky en maakte in 1986 zijn debuut als dirigent. Hij was van 1990 tot 1996 artistiek directeur van het Northern Sinfonia in Newcastle en maakte opnamen met hen voor het label Collins Classics. Daarna was hij tot 2000 chef-dirigent van het Sjællands Symfoniorkester (bekend als het Tivoli Symphony Orchestra) in Kopenhagen en tot 2004 leidde hij het orkest van het Musikkollegium Winterthur. Van 2005 tot 2008 was hij chef-dirigent van het Wiener Kammerorchester. Hij trad af om gezondheidsredenen.
In 2012 stopte Schiff, door zwakke gezondheid gedwongen, met cellospelen. Hij bleef nog wel dirigeren. Hij overleed op 65-jarige leeftijd in een Weens ziekenhuis.